# Rye (Colorado)
Rye és una població dels Estats Units a l'estat de Colorado. Segons el cens del 2000 tenia 202 habitants.

## Demografia
Segons el cens del 2000, Rye tenia 202 habitants, 87 habitatges, i 52 famílies. La densitat de població era de 779,9 habitants per km².
Dels 87 habitatges en un 27,6% hi vivien nens de menys de 18 anys, en un 43,7% hi vivien parelles casades, en un 5,7% dones solteres, i en un 39,1% no eren unitats familiars. En el 34,5% dels habitatges hi vivien persones soles el 14,9% de les quals corresponia a persones de 65 anys o més que vivien soles. El nombre mitjà de persones vivint en cada habitatge era de 2,32 i el nombre mitjà de persones que vivien en cada família era de 3,02.
Per edats la població es repartia de la següent manera: un 23,8% tenia menys de 18 anys, un 8,9% entre 18 i 24, un 23,8% entre 25 i 44, un 24,3% de 45 a 60 i un 19,3% 65 anys o més.
L'edat mediana era de 42 anys. Per cada 100 dones de 18 o més anys hi havia 102,6 homes.
La renda mediana per habitatge era de 33.750 $ i la renda mediana per família de 43.750 $. Els homes tenien una renda mediana de 21.250 $ mentre que les dones 20.625 $. La renda per capita de la població era de 15.681 $. Entorn del 7,1% de les famílies i l'11,8% de la població estaven per davall del llindar de pobresa.

## Poblacions més properes
El següent diagrama mostra les poblacions més properes.